# 고코쿠지

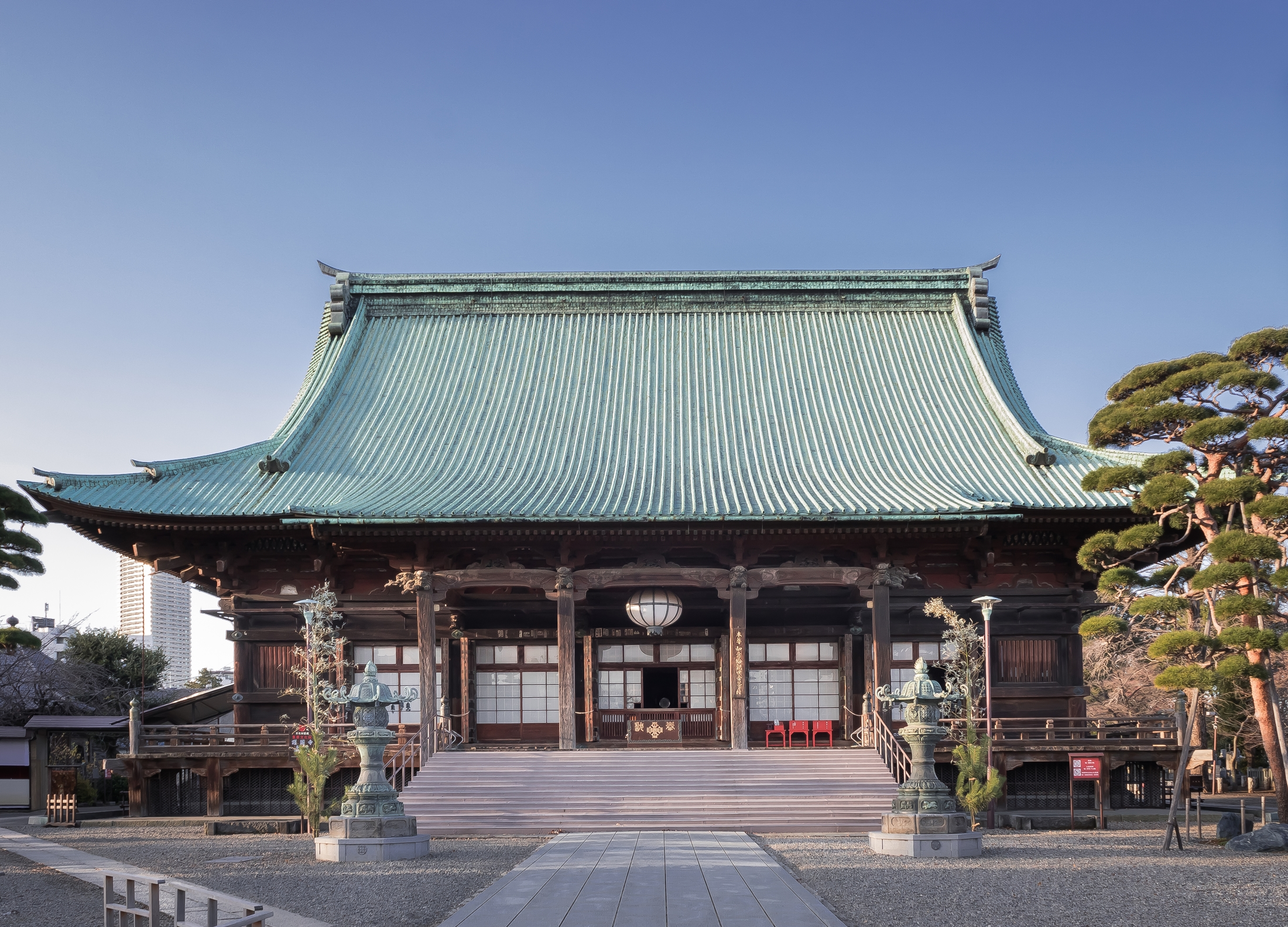
고코쿠지

고코쿠지(일본어: 護国寺 ごこくじ[*])는 일본의 도쿄도 분쿄구에 있는 사찰이다.